# IV. Pōmare ʻAimata tahiti királynő
ʻAimata vagy ʻAimatta (Pare, Tahiti, 1813. február 28. – Papeete, Tahiti, 1877. szeptember 17.) tahitiül: ʻAimata Pōmare IV Vahine-o-Punuateraitua, Tahiti királynője, a Pōmare-ház negyedik királya (IV. Pōmare).

## Élete
II. Pōmare Tu Tunuiea'aite-a-tua tahiti király és Pōmare Te-ri'to'-o-te-rai Tere Moemoe tahiti királyné lánya. Az öccse, III. Pōmare Te-ri'i-ta-ria Tahiti királya halála után foglalta el a trónt 1827. január 11-én. 1838. szeptember 4-én örökös barátsági szerződést kötött a franciákkal, és 1842. szeptember 9-én francia védnökség alá helyezte a királyságát. 1857-ben Ra'iatea és Bora Bora egyesült a Tahiti Királysággal. Két házasságot kötött. Első férje II. Tapoa, Taha'a és Bora Bora törzsfője volt, akihez 1822 szeptemberében ment feleségül. Férje nem nyerte el a királyi címet, csak a királynő férje ("herceg-férj") címet (Pōmare-Tane) kapta 1822 decemberében. 1831-ben férjétől különvált, majd pedig 1832-ben hivatalosan is elváltak. A házasságuk gyermektelen maradt. Második férje Te-na-ni'a Ari'i-Fa'aite-a-Hiro herceg volt, Huahine törzsfőjének a fia, akivel 1832. december 5-én kötöttek házasságot. A házasságból nyolc fiú és két lány született. Utóda legidősebb életben maradt fia, V. Pōmare Teri'i Tari'a Te-ra-tane lett.
A Vasárnapi Ujság az alábbiak szerint jellemzi az akkor még kortárs királynőt 1860-ban (a következő szöveg korabeli, XIX. századi helyesírással és nyelvi stílussal íródott, így némileg eltér a mai változattól): „Pomare királynő, mintegy 52 éves (az udvari almanach szerint); férje és két fia mindig vele van, kivévén, ha a szigeten „rossz hangulat” mutatkozik, mert ekkor az ifju herczegek kezes gyanánt a franczia kormányzó lakásába vitetnek. A királynő 25,000 frank fejedelmi dijjal (civil-liste) bir. Ha a kormányzó tánczvigalmat ad, a királynő is rendesen részt vesz a mulatságban: ilyenkor európai módra vartt, sőt divatos fehér ruhát visel, s hajfürteit virágkoronával ékesiti. A bennszülöttek között a legszebb asszony a Fa megyei főnöknő, madame Maheanu, a ki a királynő kegyencze és egyszersmind első udvarhölgye. A királyi herczegek közől az ifjabb igen élénk és tehetséget mutató fiatal ember, a trónörökös azonban mindig szomorunak, elégedetlennek és unatkozottnak látszik. Van is ez okból elég busulás a haza jövője miatt aggódó országnagyok között.”